# کش‌آباد (ماه‌نشان)
کش‌آباد یک روستا در ایران است که در دهستان انگوران واقع شده‌است.